# Cieszanów
Cieszanów là một thị trấn thuộc huyện Lubaczowski, tỉnh Podkarpackie ở đông-nam Ba Lan. Thị trấn có diện tích 15 km². Đến ngày 1 tháng 1 năm 2011, dân số của thị trấn là 1943 người và mật độ 129 người/km².